# 江虎
江虎，前德阳市公安交警支队辅警，因为2014年7月18日的一起警民纠纷而网络走红。

## 走红起源
2014年7月18日16时许，德阳市公安交警支队直属二大队的辅警江虎在德阳市长江东路政务中心门口执勤时，与一违章乱停乱放的车主情侣发生纠纷，对骂中江虎情绪激动地脱下衣服，但未动手。车主情侣拍下江虎脱衣的照片，用微博ID“V ivi_薇小薇薇薇薇”发至网络。但网民舆论却开始偏向于赞美江虎长相帅气有肌肉，并指责车主情侣自己不守交通规则还试图煽动网络暴力攻击当事交警，微博ID“V ivi_薇小薇薇薇薇”因此还改了网名。截至21日，江虎的相关话题在微博上的阅读量已超过172万次，位列热门话题榜第二位。

## 事件后续
2014年7月18日晚20时44分，德阳市公安局通过“德阳公安”官方微博发布通报，认为江虎“语言和行为不文明，态度粗暴，严重损害公安机关形象，造成恶劣的社会影响”，宣布解除与江虎的辅警劳动合同关系。德阳市公安局的处理方式引起争议，部分网民表示这样的处理方式对正常执法的公职人员不公平。

## 外部連結
江虎的微博 （页面存档备份，存于）